# غريغ بيرك
غريغ بيرك (بالإنجليزية: Greg Burke)‏ هو صحفي أمريكي، ولد في 8 نوفمبر 1959 في سانت لويس في الولايات المتحدة.